# Аллан, Томмазо
Томмазо Аллан (итал. Tommaso Allan), также известный как Томми Аллан (англ. Tommy Allan, родился 26 апреля 1993 года в Виченце) — итальянский регбист шотландского происхождения, выступающий в защите на позициях флай-хава, центра и фуллбэка за клуб «Харлекуинс» и сборную Италии.

## Семья
Аллан родом из регбийной семьи. Отец — шотландец Уильям Аллан, играл в Италии. Мать — Паола Берлато, регбистка клуба «Перле Нере» (женская команда «Петрарки»). Дядя — знаменитый регбист Джон Аллан, который сыграл 9 матчей за Шотландию и 13 за ЮАР.
Томмазо окончил европейскую школу в Калхэме и Хай-Уайкомбскую королевскую грамматическую школу. Он изучал экономику в Лондоне, в Италии специализировался на маркетинге и бизнесе. 7 октября 2018 года женился на Бенан Демир, уроженке Барселоны, которая изучала неврологию.

## Клубная карьера

### Молодёжные клубы
Аллан начинал карьеру в «Петрарке». Позже учился в академии клуба «Лондон Уоспс» и был капитаном команды школы в Хай-Уайкомб, а в ЮАР играл за сборную Западной Провинции, с которой выиграл Кубок Карри до 19 лет. В 2013 году заключил профессиональный контракт с «Перпиньяном».

### Перпиньян
Дебют Аллана состоялся в сезоне 2013/2014 Топ 14, в матче 8 сентября 2013 года против «Расинг 92». Игра завершилась поражением «Перпиньяна» со счётом 16:19: Аллан провёл реализацию на 56-й минуте и забил три штрафных на 3-й, 26-й и 68-й минутах. В Топ 14 Аллан сыграл 8 матчей, в Кубке Хейнекен — 4 матча, набрав всего 27 очков. Однако клуб вылетел из Топ 14 в Про Д2, заняв 13-е место среди 14 команд. В сезоне 2014/2015 в Про Д2 Аллан занимал позицию флай-хава в основном составе и в 18 играх занёс 3 попытки, 14 раз забил со штрафных и итого набрал 81 очко. Команда вышла в плей-офф за выход в Топ 14, но уступила «Ажену». Контракт с клубом истёк по окончании сезона 2015/2016.

### Бенеттон
С сезона 2016/2017 Аллан играет за итальянский «Бенеттон» в Про12. Из-за серии травм он пропустил ряд игр за клуб и сборную, в 2017 году он перенёс операцию на колене.

## Карьера в сборной
На международном уровне Аллан представлял сборные Шотландии до 17, до 18 и до 20 лет, однако 9 октября 2013 года главный тренер сборной Италии Жак Брюнель составил список из 35 человек для подготовки к осенним тест-матчам, в котором числился и Аллан. Шотландский регбийный союз потребовал прояснить обстоятельства вызова, поскольку Аллана собирались заиграть за сборную Шотландии (он был включён Питером Райтом в заявку на чемпионат мира U-20), к тому же в 2013 году планировался переход Аллана в шотландский «Эдинбург», а не в «Перпиньян». Дядя Томмазо, Джон Аллан, заявил о готовности принять любой выбор своего племянника, но укорил Шотландский регбийный союз в том, что те не сумели раньше вызвать Томми в сборную.
3 ноября 2013 года Брюнель утвердил окончательный список из 30 человек, куда попал и Аллан. 9 ноября 2013 года состоялся матч в Турине против Австралии, в котором итальянцы потерпели поражение 20:50, а Томми вышел на замену и занёс попытку. В 2014 году он сыграл первые три матча Кубка шести наций против Уэльса, Франции и Шотландии.
В 2015 году Аллан сыграл на чемпионате мира в Англии, набрав 44 очка благодаря одной попытке и 13 штрафным (8-е место в списке бомбардиров по очкам). В 2018 году он вернулся после травмы в сборную Италии, ведомую Конором О’Ши, на Кубок шести наций. Во всех пяти матчах Аллан выходил в стартовом составе и набрал 41 очко, из них 22 в последней игре против Шотландии. Итальянцы проиграли 27:29, но Аллан получил приз лучшего игрока встречи.
17 августа 2019 года в игре против России, завершившейся разгромной победой Италии 85:15, Томмазо занёс попытку и провёл 6 реализаций, набрав 17 очков и став самым результативным игроком сборной по итогам встречи.